# Ax-3 Domaines
Ax-3 Domaines, ook bekend als Plateau de Bonsacre of Plateau de Bonascre als beklimming in de Ronde van Frankrijk, is een wintersportgebied in de gemeente Ax-les-Thermes in Frankrijk. Het ligt ongeveer 30 kilometer ten noorden van de grens met Andorra in de Franse Pyreneeën, regio Occitanie, departement Ariège. Met zes skipistes is Ax 3 Domaines het grootste van de vier skigebieden in de Vallée d’Ax.

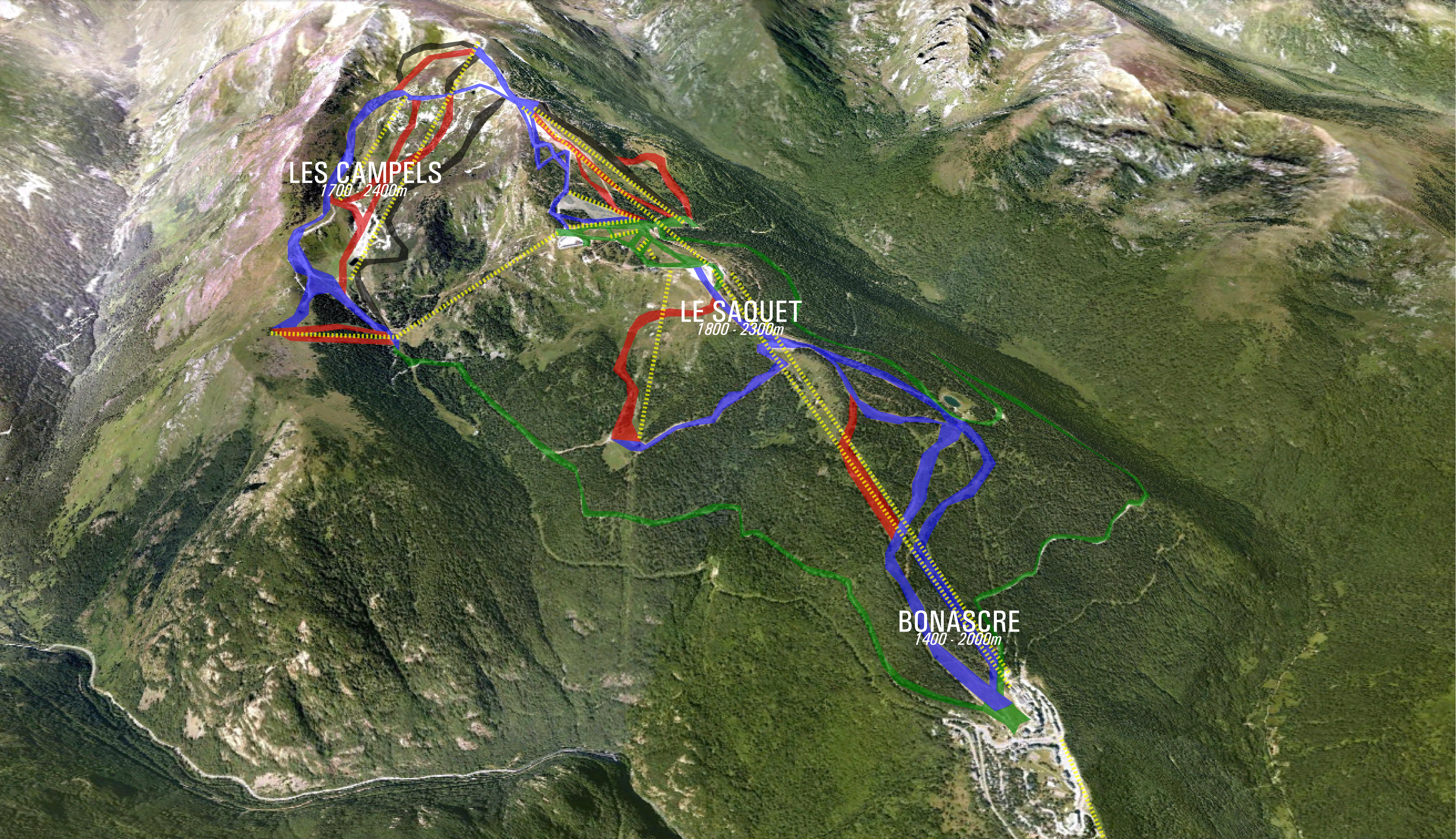
Overzicht van het skigebied
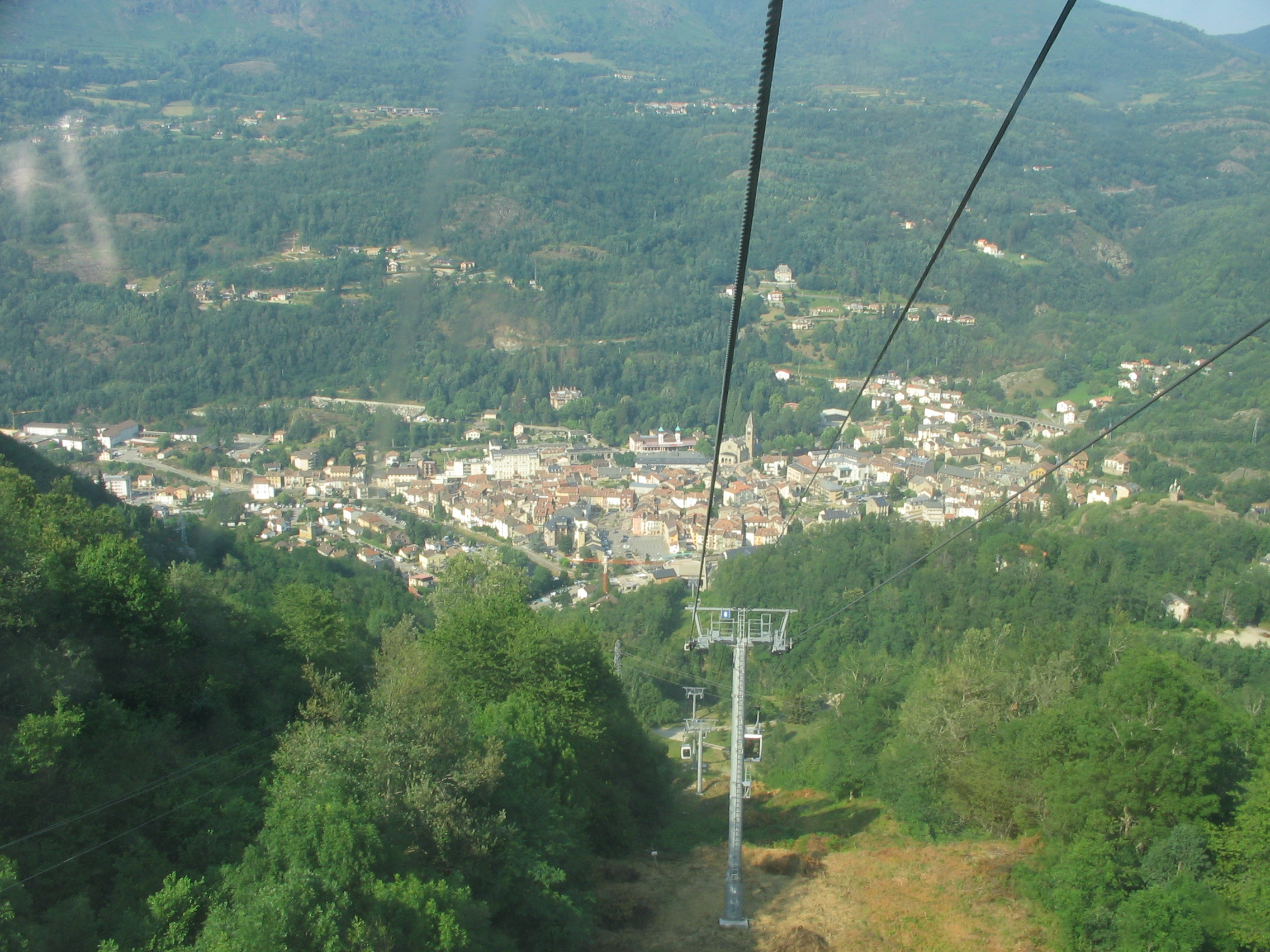
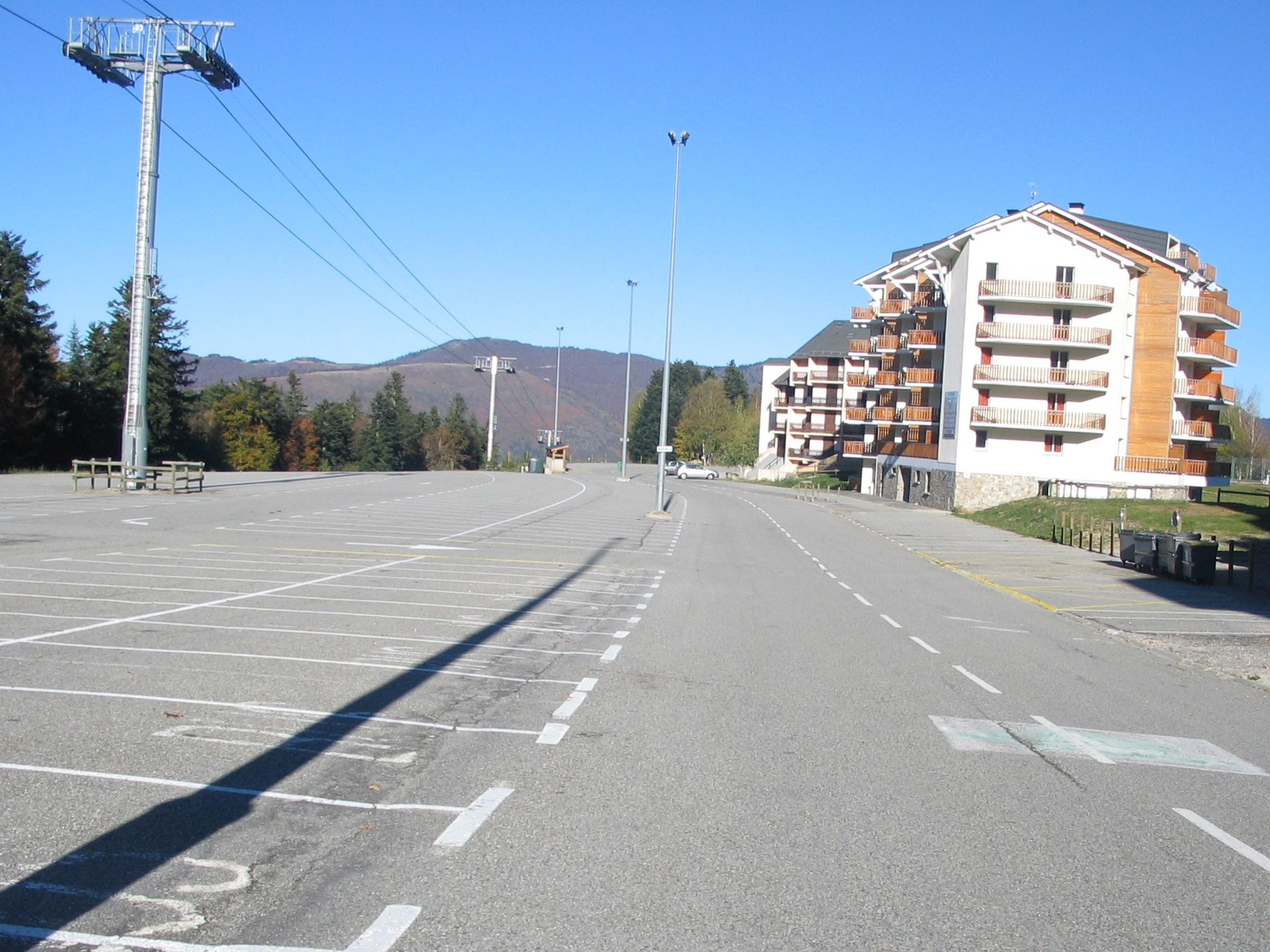
Plateau de Bonascre
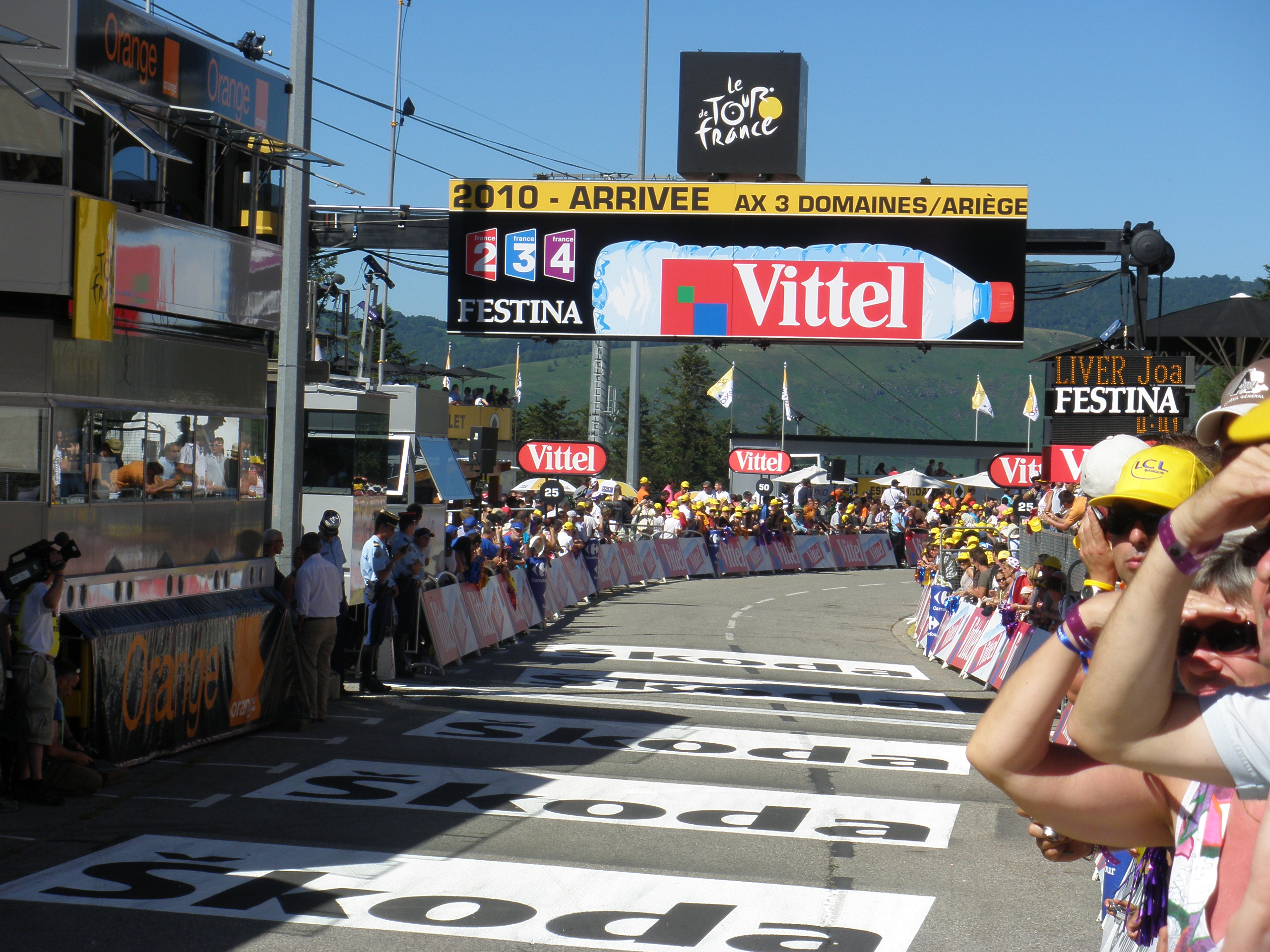
Eindstreep van de 14e etappe in de Ronde van Frankrijk 2010

## Wielrennen
Het wintersportgebied is een bekende finishplaats met aankomst bergop in de Ronde van Frankrijk. 

### Aankomsten Ronde van Frankrijk
| Jaar | Etappe | Startplaats | Afstand  | Winnaar           | Gele trui       |
| ---- | ------ | ----------- | -------- | ----------------- | --------------- |
| 2001 | 12     | Perpignan   | 166,5 km | Félix Cárdenas    | François Simon  |
| 2003 | 13     | Toulouse    | 197,5 km | Carlos Sastre     | Lance Armstrong |
| 2005 | 14     | Agde        | 220,5 km | Georg Totschnig   | Lance Armstrong |
| 2010 | 14     | Revel       | 184 km   | Christophe Riblon | Andy Schleck    |
| 2013 | 8      | Castres     | 195,5 km | Chris Froome      | Chris Froome    |